# Hiroyuki Usui
Hiroyuki Usui (n. 4 august 1953) este un fost fotbalist japonez.

## Statistici
| Japonia | Japonia | Japonia |
| An      | Meciuri | Goluri  |
| ------- | ------- | ------- |
| 1974    | 2       | 0       |
| 1975    | 0       | 0       |
| 1976    | 1       | 0       |
| 1977    | 4       | 0       |
| 1978    | 14      | 7       |
| 1979    | 9       | 3       |
| 1980    | 5       | 3       |
| 1981    | 0       | 0       |
| 1982    | 0       | 0       |
| 1983    | 0       | 0       |
| 1984    | 3       | 2       |
| Total   | 38      | 15      |